# 吐瓦魯駐外機構列表

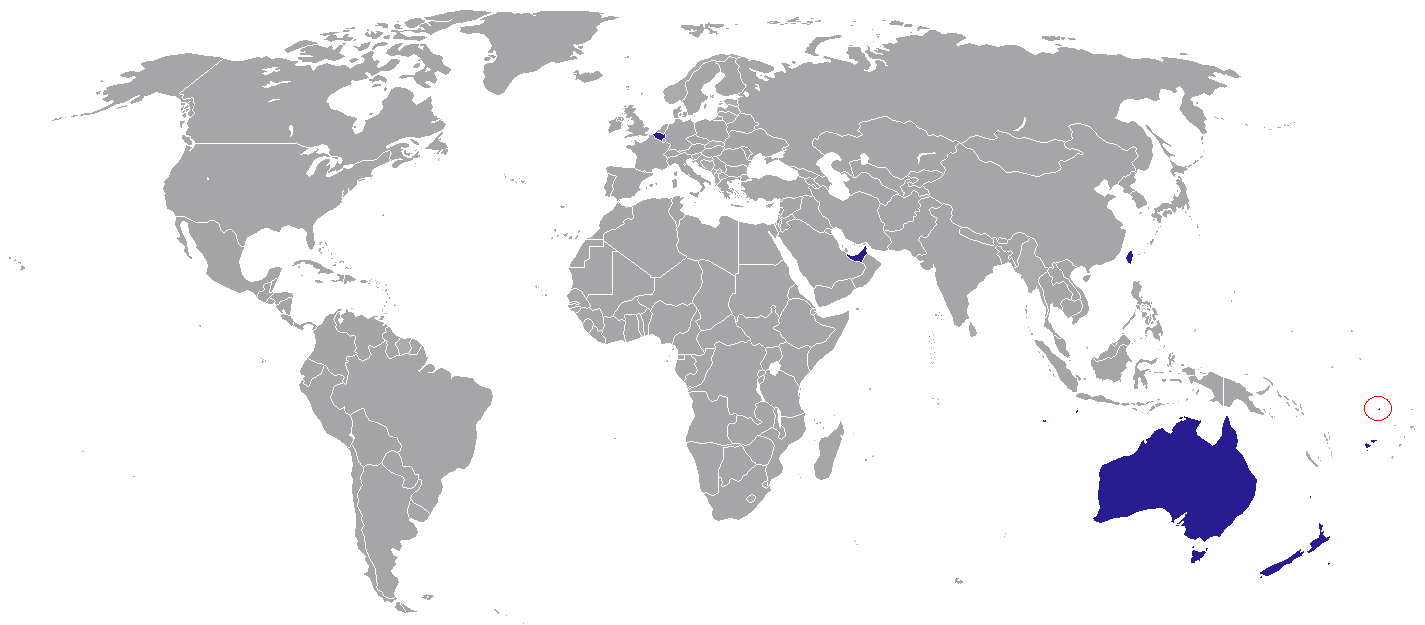
吐瓦魯駐外機構分布
吐瓦魯
設有吐瓦魯外交機構的國家

吐瓦魯駐外機構列表列出了圖瓦盧在各國的派駐外國代表機構，包含大使館、領事館、高級專員公署及代表團。圖瓦盧僅有約11,646人（2019年），是世上人口第二少的國家（僅次於梵蒂冈）。

## 簡介
吐瓦魯僅有五個駐外機構，包含位於斐濟蘇瓦的高級專員公署（1976年啟用）、位於联合国的代表團辦公室（2001年啟用）、位於比利时布鲁塞尔-首都大区的大使館（2008年啟用）、位於臺灣臺北市的大使館（2013年3月啟用），以及位於新西兰惠灵顿的高級專員公署（2015年2月啟用）。
歐尼斯·西蒙弟是目前吐瓦魯在聯合國的常駐代表。
吐瓦魯於澳大利亚悉尼、日本東京都、臺灣高雄市、瑞士巴塞尔、新加坡、德国汉堡、韩国首爾、英国伦敦、比利时布鲁塞尔等地亦設有名譽領事館。

## 亞洲

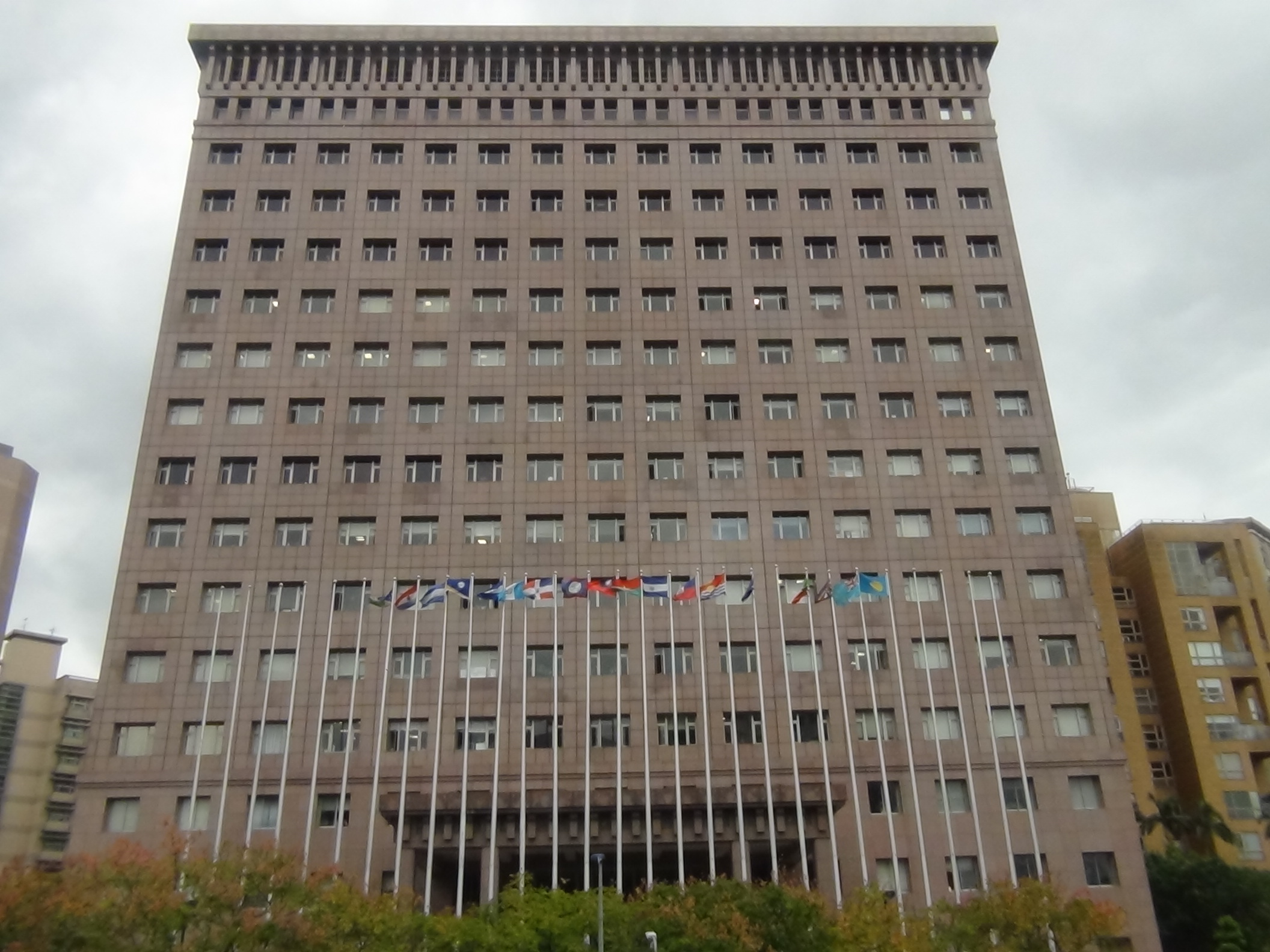
吐瓦魯大使館位於臺北市的使館特區

- 中華民國（臺灣）
  - 臺北市（大使館）[5]:75
- 阿联酋
  - 阿布扎比（大使館）[6]

## 歐洲
- 比利时
  - 布鲁塞尔（大使館，常驻欧盟代表团）[5]:75

## 大洋洲
- - 堪培拉（高級專員公署）[7]
- 斐济
  - 蘇瓦（高級專員公署）[5]:72
- 新西兰
  - 惠灵顿（高級專員公署）[5]:75

## 多邊組織
- 纽约（常駐联合国代表團）[5]:75